# 六分儀座B
六分儀座 B或稱UGC 5373,、DDO 70是一個位在六分儀座的不規則星系，距離地球有四百萬光年，是位在本星系團邊緣星系之一。